# Жданов, Виктор Викторович
Виктор Викторович Жданов (род. 1964) — советский и украинский самбист, призёр розыгрышей Кубка и чемпионатов СССР, чемпион и призёр чемпионатов Европы, призёр чемпионата мира. Мастер спорта СССР международного класса.
Воспитанник Ивана Павленко. В 1982 году завоевал золотую медаль чемпионата мира по самбо среди юниоров. На чемпионате СССР по самбо 1988 года завоевал бронзовую медаль. В 1992 году стал победителем чемпионата Европы по самбо под эгидой МФС в весовой категории до 74 кг. В том же году получил бронзу на Чемпионате мира по самбо под эгидой МФС.
В настоящее время — тренер ДЮСШ «Колос» города Ялты.

## Спортивные результаты
- Самбо на летней Спартакиаде народов СССР 1986 года — ;
- Кубок СССР по самбо 1986 года — ;
- Чемпионат СССР по самбо 1988 года — ;
- Кубок СССР по самбо 1988 года — ;